# Coupe Davis (jeu vidéo)
Pour le jeu vidéo de 1992, voir Davis Cup Tennis.
Coupe Davis (Davis Cup Tennis) est un jeu vidéo de sport (tennis) développé par Hokus Pokus  et édité par Ubisoft, sorti en 2002 sur Game Boy Advance.
Le jeu est sous licence officielle de la Coupe Davis.

## Accueil
- Jeux vidéo Magazine : 4/20[1]
- Jeuxvideo.com : 12/20[2]